# والدهوفن
والدهوفن (به آلمانی: Waldhufen) یک شهر در آلمان است که در زاکسن واقع شده‌است. والدهوفن ۲٬۷۶۹ نفر جمعیت دارد.